# Pd3
Pd3 – polskie oznaczenie na PKP parowozu pospiesznego serii S5¹ (pierwotnie S5) kolei pruskich, produkowanego w latach 1900–1903 w dwóch nielicznych odmianach. Parowóz posiadał czterocylindrowy sprzężony silnik parowy na parę nasyconą i układ osi 2'B (2-2-0). Po I wojnie światowej na polskich kolejach był użytkowany jeden egzemplarz serii Pd3. Podobna do niego była seria lokomotyw S5 niemieckich kolei Alzacji-Lotaryngii.

## Historia powstania
Pod koniec XIX wieku czterocylindrowy silnik sprzężony wydawał się idealnym rozwiązaniem napędu parowozu, w porównaniu z parowozami dwucylindrowymi, łącząc dużą moc i ekonomię eksploatacji z bardzo dobrym wyważeniem mechanizmu napędowego, co było istotne zwłaszcza dla parowozów pospiesznych. Koncepcja takiej lokomotywy była w Niemczech forsowana niezależnie przez dwóch konstruktorów: Augusta von Borriesa z hanowerskiej dyrekcji kolei pruskich, konstruktora najpopularniejszego pruskiego parowozu pospiesznego S3 oraz Alfreda de Glehna, twórcy pierwszego takiego parowozu na świecie (z 1886 roku). De Glehn był od 1885 roku dyrektorem zakładów w Belfort we francuskiej części Alzacji, powiązanych z Alzacką Fabryką Maszyn Grafenstaden, znajdującą się w części anektowanej przez Niemcy. W 1891 roku zakłady te zbudowały pierwszą lokomotywę z czterocylindrowym silnikiem sprzężonym o układzie osi 2'B (dwie osie toczne i dwie napędowe), dla francuskich kolei Nord.
Dla wypróbowania nowego układu, koleje pruskie zamówiły doświadczalny parowóz pospieszny o układzie osi 2'B, numer Berlin 37, zbudowany w zakładach Grafenstaden w 1894 roku (nr fabryczny 4550), będący pierwszą pruską lokomotywą z czterocylindrowym silnikiem sprzężonym. Był on później oznaczony Erfurt 37, a od 1906 roku zaliczony do serii S5 z numerem Erfurt 501 (mimo to, nie otrzymał później oznaczenia S5¹).
Lokomotywa ta była wzorowana na parowozach dla francuskich kolei Nord i miała typowy układ dla konstrukcji de Glehna, wyróżniający się cylindrami wysokiego ciśnienia napędzającymi koła drugiej osi napędowej; umieszczonymi na zewnątrz, blisko środka długości parowozu, za przednim wózkiem tocznym i tuż przed kołami wiązanymi. Cylindry niskiego ciśnienia natomiast znajdowały się wewnątrz ostoi, pod dymnicą, nad wózkiem tocznym i napędzały koła pierwszej osi napędowej, za pomocą ich wykorbionej osi. W ten sposób obie wiązane osie napędowe były silnikowe (napędzane od silnika), co pozwalało na uniknięcie nadmiernych obciążeń jednej osi. Charakterystyczny był też wózek toczny, z zewnętrzną ostoją. Początkowo lokomotywa Berlin 37 miała też typowo francuskie cechy wyglądu, jak szczątkową budkę maszynisty, z głęboko wyciętymi ścianami, później przebudowaną na typ pruski. Parowóz miał nietypowy dla pruskich konstrukcji kocioł Belpaire'a, o powierzchni ogrzewalnej 110 m² i powierzchni rusztu 2,05 m² oraz zewnętrzny rozrząd Heusingera. Rozstaw osi wiązanych z kołami o dużej średnicy 2,14 m wynosił 3 m. Używany był z trzyosiowym tendrem o pojemności 15 m³ wody i 5 t węgla.
Lokomotywy seryjnego modelu budowane dla kolei pruskich, oznaczone od 1906 roku jako seria S5, a od 1911 jako podseria S5¹ (wraz z wprowadzeniem podserii S5²), należały do dwóch różnych odmian, określanych jako modele produkcyjne (Bauart) Grafenstaden i Hannover.

## S5¹ Bauart Grafenstaden
22 lokomotywy zamówione dla kolei pruskich miały układ silnika sprzężonego systemu de Glehna. Spośród nich, 10 zostało zbudowanych w 1902 roku przez zakłady Grafenstaden, a 12 dalszych w 1903 roku przez zakłady Henschel w Cassel. Miały one wymienione powyżej cechy konstrukcji de Glehna, lecz różniły się od egzemplarza próbnego m.in. większą masą i wydajniejszym kotłem Belpaire’a, z większą powierzchnią ogrzewalną (122 m²), nieco większym rusztem (2,3 m²) i wydłużoną dymnicą. Kocioł umieszczono o 19 cm wyżej (jego oś znajdowała się na wysokości 245 cm zamiast 226 cm). Wymiary silnika pozostały niezmienione, jednakże zmniejszono średnicę kół napędnych do 1,98 m, typowej dla niemieckich parowozów o tym układzie osi począwszy od serii S3. Prędkość konstrukcyjna wzrosła z 90 do 100 km/h. Zachowano duży rozstaw osi wiązanych 3 m, natomiast rozstaw osi wózka tocznego zwiększono z 1,8 do 2,05 m lub 2,1 m w przypadku lokomotyw Henschela. Lokomotywy różniły się zewnętrznie od siebie formą zbieralnika pary na kotle: produkcji Grafenstaden miały półkulisty zbieralnik, typowy dla tych zakładów, a produkcji Henschela cylindryczny. Tender był typowy pruski czteroosiowy wzoru Musterblatt III-5f, o pojemności 16 m³ wody i 5 t węgla.
Parowozy odmiany de Glehna były używane w dyrekcjach kolei pruskich: Altona (połowa – 11 sztuk), Erfurt i Magdeburg, od 1906 roku także Hannover i Danzig. Po 1906 roku nosiły one w poszczególnych dyrekcjach numery z zakresu 501 – 600. Dalsze lokomotywy nie były zamawiane przez koleje pruskie z powodu wejścia do produkcji lokomotywy serii S7 de Glehna, uważanej za serię docelową.
Większa liczba lokomotyw bardzo zbliżonego typu – 54, została zbudowana przez Grafenstaden na zamówienie niemieckich kolei Alzacji-Lotaryngii, co niewątpliwie miało związek z umiejscowieniem tam zakładów. Z tego, 50 lokomotyw zbudowano w latach 1902–1904, a cztery ostatnie po dłuższej przerwie, w 1913 roku (przyczyny zamówienia ostatnich lokomotyw, kiedy seria ta była już przestarzała, są niejasne). Nosiły one na tych kolejach oznaczenie serii A18, od 1906 roku: S3, a od 1912 roku: S5. W stosunku do pruskich lokomotyw, miały wyższe ciśnienie w kotle (15 atmosfer). Otrzymały one również zawory bezpieczeństwa typu francuskiego, w kominkowatej obudowie wraz z gwizdkiem, na kotle przed budką maszynisty. Pierwsze 20 lokomotyw miało kocioł z 226 płomieniówkami, o powierzchni ogrzewalnej 121,96 m², dalsze 34 – ze 104 płomieniówkami większej średnicy, o powierzchni ogrzewalnej 169,85 m².
Na kolejach Alzacji-Lotaryngii lokomotywy te były liczniejsze od alzackich odpowiedników najpopularniejszej pruskiej serii parowozów pospiesznych S3 (używanych tam w liczbie 40). Obsługiwały one ekspresy ze Strasburga. Po I wojnie światowej służyły na francuskiej kolei Alzacji i Lotaryngii do 1937 roku.

## S5¹ Bauart Hannover
Drugą wersją lokomotywy S5¹ była konstrukcja von Borriesa i fabryki Hannoversche Maschinenbau (Hanomag) w Hanowerze, wyprodukowana w liczbie 17 sztuk. Prototyp zbudowany w 1900 roku otrzymał nagrodę Grand Prix na Wystawie Światowej w Paryżu, a pozostałe 16 zbudowano w latach 1902–1903. Wszystkie używane były w hanowerskiej dyrekcji kolei pruskich, z numerami 501 – 517.
W konstrukcji lokomotywy czterocylindrowej de Borriesa pary lewych i prawych cylindrów silnika były umieszczone w jednolitych odlewach z przodu, pod dymnicą, na wysokości środka wózka tocznego. Cylindry niskoprężne znajdowały się na zewnątrz, po bokach wózka i napędzały koła pierwszej osi wiązanej, natomiast cylindry wysokoprężne, znajdujące się pod dymnicą, napędzały te same koła poprzez oś wykorbioną. Pozwalało to na uproszczenie mechanizmu napędowego, ale wadą takiego rozwiązania były znaczne obciążenia pierwszej osi wiązanej przy przechodzeniu przez łuki, co prowadziło do odkształceń i pęknięć. Parowóz miał wewnętrzny rozrząd Heusingera, sterujący również suwakami zewnętrznych cylindrów, a mechanizm i zawór rozruchowy był konstrukcji von Borriesa. Wbrew poglądom spotykanym w literaturze, von Borries doceniał wynalazek przegrzewacza pary i zamierzał wyposażyć prototypową lokomotywę także w nowo opracowany przegrzewacz komorowy Schmidta, ale nie doszło to do skutku wobec opozycji Roberta Garbe z Ministerstwa Robót Publicznych, będącego zwolennikiem parowozów z prostym silnikiem bliźniaczym i przegrzewaczem.
Lokomotywa stanowiła rozwinięcie konstrukcji parowozu S3, zachowując jego główne wymiary, w tym osie wiązane o średnicy kół 1,98 m i rozstawie 2,7 m oraz wózek toczny typu hanowerskiego o rozstawie osi 2,2 m, a także kocioł o powierzchni ogrzewalnej 119 m². Tender był taki sam, jak w lokomotywie de Glehna – czteroosiowy wzoru Musterblatt III-5f, o pojemności 16 m³ wody i 5 t węgla. Widoczną różnicą w stosunku do lokomotyw serii S3 i lokomotyw de Glehna był przesunięty do tyłu wysoki cylinder zbieralnika pary na kotle oraz dodany na przedniej części kotła, równy wielkością cylinder zbiornika sprężonego powietrza, później zamieniany na leżący cylindryczny zbiornik w tym samym miejscu. Między oboma cylindrami na kotle była dość wysoka piasecznica.
Podobnie, jak w przypadku lokomotywy de Glehna, wyprodukowano niewiele lokomotyw S5¹ odmiany hanowerskiej w związku z opracowaniem docelowej lokomotywy serii S7.

## Służba po I wojnie światowej i w Polsce
Po I wojnie światowej lokomotywy pruskie zostały przejęte przez Koleje Niemieckie (DRG). Większość lokomotyw serii S5¹ obu odmian wycofano jednak w Niemczech w latach 1919/1920, a pozostałe w ciągu kilku najbliższych lat i w związku z tym żadne nie otrzymały już nowych numerów kolei DRG.
Tylko jedna lokomotywa S5¹ znalazła się po wojnie na terytorium Polski i została przejęta przez Polskie Koleje Państwowe – odmiany de Glehna, produkcji Henschel, numer Danzig 513, wcześniej Magdeburg 501 (numer fabryczny 6447). Otrzymała ona oznaczenie serii Pd3 z numerem 1, lecz została wycofana jeszcze przed 1926 rokiem. Była to jedyna lokomotywa pruskiej serii S5¹ używana poza granicami Niemiec.